# Alligatorfisch
Der Alligatorfisch (Cociella crocodila) ist ein Meeresfisch aus der Familie der Plattköpfe (Platycephalidae). Im Englischen und bei der FAO wird der Knochenfisch als „Crocodile flathead“ (Krokodil-Plattkopf) bezeichnet, eine weitere englische Bezeichnung ist „Spotted Flathead“ (Gefleckter Plattkopf).

## Merkmale
Cociella crocodila erreicht gewöhnlich eine Länge von 40 cm TL, als Maximallänge wird 50 cm TL angegeben. Der Körper ist bräunlich gefärbt, auf der Oberseite mit kleinen dunklen Flecken und meist mit 4 bis 5 dunklen, über den Rücken verlaufenden, bei manchen Exemplaren undeutliche oder fehlende, Bändern. Nahe am Rand der Rückenflosse verläuft ein breites schwarzes Band, darunter befinden sich kleine schwarze Flecken, die anderen Flossen sind dunkel gefleckt. Auf der Seitenlinie liegen 52 bis 55 (gewöhnlich 53 oder 54) mit Poren versehene Schuppen.
- Flossenformel: Dorsale IX/11, Anale 11[1]

## Verbreitung und Lebensraum
Heimisch ist der Alligatorfisch im Indo-West Pazifik vom Roten Meer und der ostafrikanischen Küste bis zu den Salomonen, nördlich bis zum südlichen Japan und von dort südlich bis Australien.
Cociella crocodila ist eine benthisch lebende Art die Sand- und Schlammboden von nahe der Küste bis in Tiefen von 100 m bewohnt. Ihre Larven und Jungtiere dringen auch selten in Mangrovengebiete ein, insbesondere in den Mündungsgebiete.

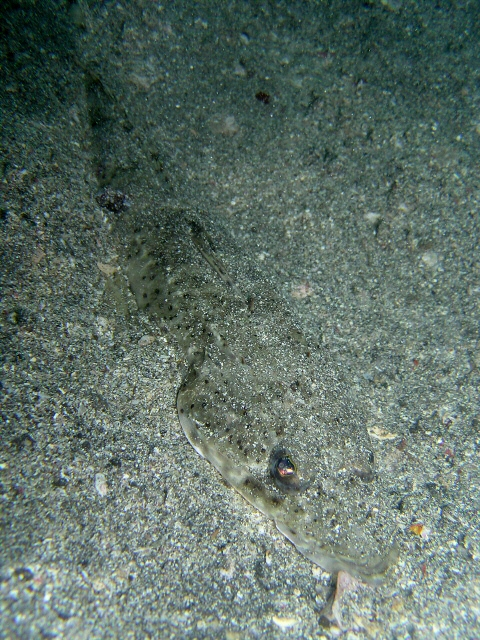
Eingegrabener Alligatorfisch

## Lebensweise
Der Alligatorfisch ernährt sich am Boden von Krebstieren und Knochenfischen, nach einer indischen Studie hauptsächlich von Krebstieren.
Der Alligatorfisch lauert, meist in Sand eingegraben, auf seine Beute. Dabei sind nur seine Augen zu sehen. Die abgeplattete Form seines Kopfes und des Körpers kommt ihm dabei zu Hilfe. Diese Form ist dann ähnlich einem lauernden Alligator und hat zur deutschsprachigen Namensgebung für diesen Fisch beigetragen. Kommt ein Beutetier in seine Nähe, kann er es blitzschnell ergreifen.

## Nutzung
Dieser Plattkopf gilt auf dem Fischmarkt von Kakdwip (Dakshin 24 Pargana, Indien) als wertvoller und beliebter Speisefisch. Im dortigen Mündungsgebiet des Hugli ist die Art häufig.

## Forschungsgeschichte
Zum Teil wird Tilesius als Autor der Erstbeschreibung genannt. Wilhelm Gottlieb Tilesius von Tilenau zeichnete unter anderem zwei Plattköpfe im „Atlas zur Reise um die Welt unternommen auf Befehl Seiner Kaiserlichen Majestät Alexander des Ersten auf den Schiffen Nadeshda und Neva unter dem Commando des Capitains von Krusenstern. St. Petersburg“. Die Besatzung durfte auf Anordnung der japanischen Behörden das Schiff nicht verlassen, so dass meist nur Speisefische die als Proviant gebracht wurden, für seine Studien zur Verfügung standen. In seinem Tagebuch vermerkte auf Seite 81 dazu: „Sonntags den 30. December 1804 trübe und kalt. Es wurde heute Nachmittags Provision gebracht, darunter waren 2 neue Fische, die Crocodillkroppe und die plattgedrückte Kroppe ...“. Als Name für die „Crocodillkroppe“ gab er Platycephalus crocodilus an, allerdings im russischen Alphabet. Nach den Internationalen Regeln für die Zoologische Nomenklatur (1999: Art. 11.2), muss der Name jedoch im lateinischen Alphabet angegeben sein und ist sonst ungültig. Damit ist die Beschreibung der Art nach den Tafeln von Tilesius von Cuvier in Cuvier and Valenciennes durch die erstmalige Verwendung der korrekten Schreibweise gültig. Jordan und Hubbs erstellten 1925 die neue Gattung Cocius mit crocodila als Typusart, Whitley schlug 1940 Cociella als neuen Namen für die Gattung vor.